# Montoro Inferiore
Pour les articles homonymes, voir Montoro.
Montoro Inferiore est une ancienne commune italienne, maintenant une frazione de Montoro, située dans la province d'Avellino, dans la région Campanie, dans le sud de l'Italie.
Le 3 décembre 2013, Montoro Inferiore a fusionné avec sa voisine Montoro Superiore pour former la nouvelle commune de Montoro.

## Administration
| Période                                  | Période | Identité | Étiquette | Qualité |
| ---------------------------------------- | ------- | -------- | --------- | ------- |
|                                          |         |          |           |         |
| Les données manquantes sont à compléter. |         |          |           |         |

### Hameaux
Borgo, Figlioli, Misciano, Piano, Piazza di Pandola, Preturo, San Bartolomeo, San Felice

### Communes limitrophes
Bracigliano, Contrada, Fisciano, Forino, Mercato San Severino, 